# Comayagüela
Comayagüela est une ancienne municipalité du Honduras, réunie en 1937 à Tegucigalpa pour former la municipalité capitale du Distrito Central.

## Géographie
Comayagüela est située au pied du Cerro el Mogote ; tandis que Tegucigalpa est située sur la rive droite du río Choluteca (es), Comayagüela occupe la rive gauche, dans l'ouest du Distrito Central et à proximité de l'aéroport.

## Capitale
La constitution du Honduras (es), entrée en vigueur en 1982, déclare Comayagüela co-capitale du pays avec Tegucigalpa. Les deux municipalités sont toutefois fusionnées dans une même entité territoriale depuis 1937.